# Seocho-gu

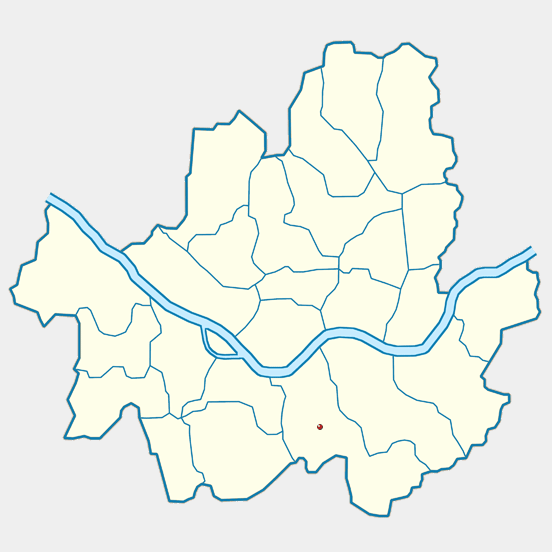
Situation dans Séoul

Seocho-gu (hangul : 서초구 ; hanja : 瑞草區) est un arrondissement (gu) de Séoul situé au sud du fleuve Han.  
On y trouve la Bibliothèque nationale de Corée, le centre des arts de Séoul et, dans Sorae Village, le lycée français de Séoul et le siège social du groupe Samsung.

## Quartiers
Seocho est divisé en quartiers (dong) : 
- Seocho-dong (서초동 ; 瑞草洞)
- Jamwon-dong (잠원동 ; 蠶院洞)
- Banpo-dong (반포동 ; 盤浦洞)
- Bangbae-dong (방배동 ; 方背洞)
- Yangjae-dong (양재동 ; 良才洞)
  - Umyeon-dong (우면동 ; 牛眠洞)
  - Wonji-dong (원지동 ; 院趾洞)
- Naegok-dong (내곡동 ; 內谷洞)
  - Yeomgok-dong (염곡동 ; 廉谷洞)
  - Sinwon-dong (신원동 ; 新院洞)

## Jumelage
- 15e arrondissement de Paris (France)